# 普洛格島
68°32′S 78°0′E / 68.533°S 78.000°E
普洛格島，是南極洲的島嶼，位於伊利沙伯女皇地，處於布雷德內斯半島以西0.9公里的普里茲灣，長1.9公里，根據挪威探險隊拍攝空中照片被繪入地圖，現時由南極條約體系管理。